# Lac del Río Prado
Le lac del Río Prado est un lac de barrage situé dans le département de Tolima, en Colombie.  

## Géographie
Le lac del Río Prado est situé sur le cours du río Negro, à 80 km au sud-est de la ville d'Ibagué. Il est bordé par les municipalités de Prado et Purificación. 
Il a un volume de 1 100 millions de m3, pour une superficie de 21,85 km2.